# Saint-Jeoire
Saint-Jeoire is een gemeente in het Franse departement Haute-Savoie (regio Auvergne-Rhône-Alpes) en telt 3177 inwoners (2006). De plaats maakt deel uit van het arrondissement Bonneville.

## Geografie
De oppervlakte van Saint-Jeoire bedraagt 22,8 km², de bevolkingsdichtheid is 140 inwoners per km².
De onderstaande kaart toont de ligging van Saint-Jeoire met de belangrijkste infrastructuur en aangrenzende gemeenten.

## Demografie
Onderstaande figuur toont het verloop van het inwonertal (bron: INSEE-tellingen).